# Oldenburger SV
Der Oldenburger Sportverein von 1865 e. V. ist ein Sportverein aus der Stadt Oldenburg in Holstein im Kreis Ostholstein, der derzeit in elf Abteilungen gegliedert ist. Die erste Handballmannschaft der Damen wurde 1995 Nordostdeutscher Meister und spielte für ein Jahr in der 2. Bundesliga.

## Geschichte
Der Verein wurde als MTV Jahn 1865 gegründet. Er fusionierte 1934 mit dem FC Teutonia 1910 und bezeichnet sich seit 1945 als Oldenburger Sportverein.

## Handball
Die erste Damenmannschaft des Vereins stieg 1985 als Meister der Bezirksliga Süd in die Oberliga Schleswig-Holstein (vierthöchste Spielklasse) auf und etablierte sich anschließend an der Spitze des schleswig-holsteinischen Frauenhandballs. Nach zwei Vizemeisterschaften und einer Landesmeisterschaft (1987) gelang der Aufstieg in die drittklassige Regionalliga Nord in der Saison 1989/90. Hier belegte der OSV zunächst eine Mittelfeldplatzierung, ehe zwei Ligareformen dazu führten, dass er ab 1992/93 in der Regionalliga des Nordostdeutschen Handballverbandes antreten musste. Diese wurde in zwei Staffeln (Nord und Süd) ausgespielt, wobei die Erst- und Zweitplatzierten beider Staffeln nach der regulären Saison einen Aufsteiger in die 2. Bundesliga ermittelten.
Die Oldenburger Damen qualifizierten sich drei Mal hintereinander für die Aufstiegsspiele (1993 und 1995 als Meister, 1994 als Vizemeister der Staffel Nord). Nachdem 1993 und 1994 der Marner TV und Wandsbek 72 als Sieger dieser Spiele hervorgegangen sind, setzte sich der OSV 1995 nacheinander gegen die 2. Mannschaft des Frankfurter HC (20:21, 19:13) und den ASC Spandau (15:12, 20:12) durch und sicherte sich den Aufstieg in die 2. Bundesliga. Aus dieser musste man als Vorletzter jedoch direkt wieder absteigen. Vor der anschließenden Regionalligasaison zog sich der Verein vom Spielbetrieb zurück.
In der Saison 2013/14 spielte die erste Damenmannschaft in der Kreisoberliga Ostsee (siebthöchste Spielklasse), die Männer traten in der Landesliga Süd (sechsthöchste Spielklasse) an. Zur Saison 2014/15 schloss sich der OSV mit dem TSV Grube und dem TSV Lensahn zur HSG Wagrien zusammen; zwischen 2007 und 2014 bildete er im Jugendbereich mit dem TSV Grömitz die HSG Oldenburg/Grömitz.

## Fußball
Die erste Fußballmannschaft der Herren gehörte 1947 zu den Gründungsmitgliedern der Landesliga Schleswig-Holstein. Sie spielte von 2015 bis 2017 zwei Spielzeiten in der höchsten Liga Schleswig-Holsteins, der Schleswig-Holstein-Liga und tritt nach dem Abstieg zur Saison 2017/18 in der Landesliga Holstein an. Im Jahre 2019 gelang als Meister der Aufstieg in die Oberliga Schleswig-Holstein.

## Oldenburger Hospizlauf
Der „Oldenburger Hospizlauf“ wird als Benefizlauf (Spendenlauf) vom Oldenburger Sportverein von 1865 e. V. ausgetragen. Ziel ist es, mit der sich seit 2022 jährlich wiederholenden Sportveranstaltung (Laufen und Walking) den „Förderverein Hospiz Wagrien-Fehmarn e. V.“ zu unterstützen, der sich dafür einsetzt, in Oldenburg (Ostholstein) ein Hospiz zu errichten.